# 林良 (臺灣作家)
林良（1924年10月10日—2019年12月23日），台灣兒童文學作家，福建同安人，筆名子敏、子安、路恆、克山等，暱稱為小太陽、林爺爺、林良爺爺。淡江英語專科學校英國文學系（今淡江大學英文學系）、省立臺灣師範學院（今國立臺灣師範大學）中國文學系國語專修科畢業。曾任《國語日報》社長、董事長。

## 經歷
1924年的10月10日，林良出生在福建省同安縣（今廈門市同安區）。
19歲時（1943年），跟家人一起避難漳州，並在表姑丈當科長的臨縣做抄寫的工作。
22歲時（1946年），於福建廈門《青天》的副刊發表他的第一篇短篇小說〈我們是六個〉。
來到臺灣後，先後就讀淡江英語專科學校英國文學系與臺灣師範學院國文系國語專修科。
40歲時（1964年），任《國語日報》出版部編譯主任。隔年（1965年）主編臺灣省教育廳的《小學生畫刊》，並同洪炎秋、何凡等人輪流撰寫《國語日報》家庭版「茶話」專欄，到此時改筆名為「子敏」。
1966年至1993年間，除了與洪炎秋、何凡等人在《國語日報》家庭版撰寫「茶話」專欄外，還主持廣播節目。
1972年，任《國語日報》出版部經理。
1974年，任中華民國國立編譯館國小國語教科書編審委員。
1993年起，被委任為《國語日報》社長兼發行人、董事長。
2005年退休，並曾任中華民國兒童文學學會第一屆理事長。
2019年12月23日，在家中辭世，享年壽95歲。
2020年1月18日告別式上，文化部部長鄭麗君代頒總統褒揚令，由大女兒林櫻受領，教育部部長潘文忠頒發教育專業獎章，由小女兒林瑋受領，總統褒揚令全文為：
|  | 資深散文暨兒童文學作家林良（子敏），清徽弘粹，瑋質通朗。少歲應命來臺，卒業現淡江大學英國語文學系，砥鍊淬琢，橫翔捷出。歷任記者、主編暨國語日報主任、董事長兼發行人，肇興「生活即風格」文體，創置兒童文學週刊，設立兒童文學牧笛獎，煥蔚啟迪，理致悠遠。公餘宣勤筆耕，專擅散文、兒童文學，並及論述、繪本，廣譬曲諭，瑰奇多彩，尤以《小太陽》、《和諧人生》、《爸爸的十六封信》、《林良爺爺的30封信》等雋品稱譽，復迻譯「小亨利」、「淘氣的阿丹」專欄揚馨。抒懷自家生活歲景，描繪親子互動感悟；傳達淡簡精刻寫情，體現共同成長經驗，溫潤淺白，饒富童趣；意境視野，沾溉人心，允為臺灣跨世代鏈結之津梁。曾獲頒國家文藝特別貢獻獎、金鼎獎終身成就獎、全球華文文學星雲特別獎、國家文藝獎暨二等景星勳章等殊榮，德音風雅，志華日月。綜其生平，藏山名作－馳千秋之聲采，敦教立言－著百年之猷績，遐緒默化，卷帙芳垂。遽聞嵩齡殂殞，軫悼彌殷，應予明令褒揚，用示政府崇禮邦彥之至意。 總 統 蔡英文 行政院院長 蘇貞昌 |

## 荣誉

### 中华民国勋章奖章
- 二等景星勋章（2015年11月12日于台北总统府颁授[3]）

### 奖项
- 1970年，獲中國語文學會中國語文獎章。
- 1971年，獲聯合國兒童基金會駐臺聯絡處兒童讀物金書獎、臺灣省政府教育廳《中華兒童叢書》最佳寫作獎。
- 1973年，散文集《小太陽》首度獲得中山文藝獎。
- 1985年，獲臺灣省文藝作家協會兒童文學類第八屆中興文藝獎。
- 1993年，獲信誼基金會兒童文學特別貢獻獎。
- 1994年，獲國家文藝獎特別貢獻獎。
- 1996年，楊喚兒童文學獎兒童文學特殊貢獻獎。
- 2003年，行政院新聞局金鼎獎終身成就獎。
- 2009年，幼獅文化出版的《林良爺爺寫童年》獲第33屆金鼎獎兒少類圖書類最佳著作人獎。
- 2011年，其散文集作品《小太陽》獲選為「臺北之書」[4]。榮獲臺北市立圖書館「好書大家讀」20年得獎總數創作者第二名[5]。12月13日，榮獲第一屆全球華文文學星雲獎「特別獎」[6]。
- 2012年，再度榮獲國家文藝獎[7]。
- 2012年7月13日，第36屆金鼎獎，集結《國語日報》【漫談兒童文學】專欄的《純真的境界》獲兒童及少年圖書獎人文類獎，會場與會者起立鼓掌。[8][9][10][11][12][13]

## 關於漫畫
作為國語日報出版部經理和兒童文學作家，他深知漫畫的重要性。他認為一切學科都能用漫畫成為最佳教材形式，任何乏味的學科，變成了漫畫就變得有趣起來。

## 家庭
有三名女兒，許多著作內容均以自己和妻子與三名女兒的家庭生活互動為主。
- 林櫻：長女，《爸爸的十六封信》一書中的櫻櫻。
- 林琪：次女。
- 林瑋：三女。

## 作品

### 散文
- 《茶話》，臺北：國語日報社，1966年11月
- 《小太陽》，臺北：純文學出版社，1972年5月
- 《和諧人生》，臺北：純文學出版社，1973年12月
- 《在月光下織錦》，臺北：純文學出版社，1974年5月
- 《陌生的引力》，臺北：純文學出版社，1975年1月；重訂《陌生的吸引力：我的文學漫談》，臺北：麥克出版，2015年9月
- 《鄉情》，臺北：好書出版社，1982年3月
- 《豐富人生》，臺北：好書出版社，1985年7月
- 《小方舟》，臺北：好書出版社，1987年6月
- 《現代爸爸》，臺北：好書出版社，1990年7月
- 《耕耘者的果樹園─林良先生序文選集（中國海峽兩岸兒童文學研究會）》，臺北：業強出版社，1993年10月
- 《無盡的愛》，臺北：幼獅文化公司，1997年3月
- 《林良的私房畫》，臺北：臺灣麥克公司，2005年6月
- 《人生二十講》，臺北：國語日報社，2006年2月
- 《小太陽》（有聲書首次全新錄製發表）（電子書）臺北：麥田出版社,2020年7月
- 《有人緣的香蕉：林良爺爺的24種人生滋味》,臺北：國語日報社,2020年9月

### 論述
- 《淺語的藝術》，臺北：國語日報社，1976年7月
- 《現代華語會話》，臺北：世界華文教育協進會，1981年12月
- 《華語說話基本練習》，臺北：世界華文教育協進會，1981年12月
- 《小東西的趣味》，臺北：國語日報社，2012年10月
- 《更廣大的世界》，臺北：國語日報社，2012年10月

### 兒童文學
- 《舅舅照像》，臺北：寶島出版社，1957年3月
- 《大象》，臺北：文星出版社，1957年4月
- 《七百字故事（一）》，臺中：臺灣省國語推行委員會，1957年9月
- 《七百字故事（二）》，臺北：國語日報社，1959年8月
- 《有趣的故事》，臺北：語文出版社，1959年8月
- 《看圖說話第一輯》，臺北：國語日報社，1962年1月
- 《一顆紅寶石》，臺北：小學生雜誌社，1962年10月
- 《七百字故事（三）》，臺北：國語報社，1963年11月
- 《我要大公雞》趙國宗圖，臺中：臺灣省教育廳，1965年9月
- 《國父的童年》廖未林繪，臺北：小學生雜誌社，1965年11月
- 《馬家池塘的故事》，臺北：小學生雜誌社，1965年12月
- 《一是小強》，臺北：國語日報社，1966年1月
- 《綠雨點兒》，臺北：小學生雜誌社，1966年1月
- 《我愛樹》，臺北：小學生雜誌社，1966年2月
- 《帶個朋友來》，臺北：小學生雜誌社，1966年2月
- 《大衛歷險記》，臺北：國語日報社，1966年2月
- 《哪家最好玩》，臺北：小學生雜誌社，1966年3月
- 《兒女英雄傳》藍傳源圖，臺北：東方出版社，1966年4月
- 《青蛙先生的婚禮》，臺北：國語日報社，1966年4月
- 《小鴨鴨回家》，臺中：臺灣省教育廳，1966年5月
- 《小啾啾再見》，臺北：小學生雜誌社，1966年5月
- 《大年夜飯》，臺北：小學生雜誌社，1966年5月
- 《草原上的動物》，臺北：國語日報社，1966年8月
- 《綠色的花》，臺北：小學生雜誌社，1966年9月
- 《小房子》，臺北：國語日報社，1966年12月
- 《貓凱蒂游運河》，臺北：國語日報社，1967年4月
- 《造顏色的小孩》，臺北：國語日報社，1967年8月
- 《快樂動物家庭》，臺北：國語日報社，1967年12月
- 《守財奴的尖頭鞋》，臺北：國語日報社，1968年4月
- 《會說話的鳥》，臺中：臺灣省教育廳，1968年6月
- 《動物和我》，臺中：臺灣省教育廳，1968年6月
- 《醜小鴨》，臺北：國語日報社，1968年7月
- 《小鬼高弗利》，臺北：國語日報社，1968年12月
- 《未來的故事》趙澤修圖，臺中：臺灣省教育廳，1969年2月
- 《影子和我》，臺中：臺灣省教育廳，1969年2月
- 《了不起的孩子》，臺北：國語日報社，1969年4月
- 《從小事看天氣》，臺中：臺灣省教育廳，1969年6月
- 《小琪的房間》，臺中：臺灣省教育廳，1969年9月
- 《灰驢過生日》，臺北：國語日報社，1969年12月
- 《看圖說話第二輯》，臺北：國語日報社，1970年4月
- 《聯合國兒童基金會和你》，臺中：臺灣省教育廳，1970年6月
- 《看圖說話第三輯》，臺北：國語日報社，1971年6月
- 《看圖說話》，臺北：國語日報社，1971年6月
- 《彩虹街》王碩圖，臺中：臺灣省教育廳，1971年10月
- 《小圓圓和小方方》，臺中：臺灣省教育廳，1971年10月
- 《爸爸的十六封信》呂游銘圖，臺中：臺灣省教育廳，1971年11月
- 《我的書》，臺北：國語日報社，1972年4月
- 《白烏鴉》，臺北：國語日報社，1972年12月
- 《一條繩子》，臺中：臺灣省社會處，1973年6月
- 《今天早晨真熱鬧》郭吉雄圖，臺中：臺灣省教育廳，1973年8月
- 《小紅鞋》，臺中：臺灣省社會處，1973年12月
- 《大將軍》，臺北：國語日報社，1974年
- 《草和人》郭玉吉圖，臺北：臺灣書局，1974年
- 《林肯》，臺北：國語日報社，1974年4月
- 《我有兩條腿》江士鐘圖，臺中：臺灣省教育廳，1974年7月
- 《家》，臺中：臺灣省社會處，1974年8月
- 《我的故事集》(10冊)[15]，臺北：國語日報社，1974年8月
- 《白兔、貓、老鼠》，臺北：國語日報社，1975年
- 《好吃的、好玩的》，臺北：國語日報社，1975年
- 《我會讀書》，臺北：國語日報社，1975年4月
- 《黃人白人黑人》，臺中：臺灣省教育廳，1975年4月
- 《懷念》，臺北：國語日報社，1975年4月
- 《如果我是鳥》，臺北：國語日報社，1975年8月
- 《兩朵白雲》趙國宗圖，臺中：臺灣省教育廳，1975年9月
- 《小時候》，臺中：臺灣省教育廳，1975年9月
- 《大白鵝高高》，臺中：臺灣省教育廳，1975年9月
- 《鈴聲叮噹》，臺中：臺灣省教育廳，1975年10月
- 《小動物兒歌集》，臺北：將軍出版社，1975年10月
- 《小紙船看海》，臺北：將軍出版社，1975年10月
- 《白狗白、黑貓黑》陳雄圖，臺北：國語日報社，1976年4月
- 《金魚一號．金魚二號》陳雄圖，臺北：國語日報社，1976年4月
- 《第二隻鵝》，臺中：臺灣省教育廳，1976年11月
- 《小木船上岸》，臺中：臺灣省教育廳，1976年12月
- 《大浪逃生記》，臺北：國語日報社，1977年8月
- 《認識自己》，臺北：幼獅文化公司，1977年10月
- 《孝的故事》，臺北：行政院青輔會，1978年1月
- 《香菜阿姨兒歌集》，臺北：純文學出版社，1978年4月
- 《松鼠胡來的故事》，臺北：純文學出版社，1978年4月
- 《老鼠阿斑兒歌集》，臺北：純文學出版社，1978年4月
- 《格洛斯特的裁縫》，臺北：純文學出版社，1978年4月
- 《汪小小學畫》吳昊圖，臺中：臺灣省教育廳，1978年6月
- 《媽媽》，臺北：信誼文教基金會，1978年7月
- 《老師的節日》，臺北：華僑出版社，1978年10月
- 《雙十節》，臺北：華僑出版社，1978年10月
- 《屈原的故事》，臺北：國語日報社，1978年12月
- 《有一隻狐狸狗》，臺北：書評書目雜誌社，1979年4月
- 《吳剛砍桂樹的故事》吳昊圖，臺北：國語日報社，1979年4月
- 《十個故事》，臺北：國立編譯館，1979年6月
- 《我家有隻狐狸狗》，臺北：書評書目出版社，1979年4月
- 《我會讀》，臺北：快樂兒童漫畫週刊社，1979年10月
- 《清明節》吳昊圖，臺北：世界華文教育協進會，1979年10月
- 《端午節》，臺北：世界華文教育協進會，1979年10月
- 《中秋節》，臺北：世界華文教育協進會，1979年10月
- 《過新年》，臺北：世界華文教育協進會，1979年10月
- 《爸爸》趙國宗圖，臺北：信誼文教基金會，1980年8月
- 《家具會議》曹俊彥圖，臺中：臺灣省教育廳，1981年6月
- 《貓狗叫門》，臺中：臺灣省教育廳，1981年6月
- 《花海》，臺北：國語日報社，1982年
- 《長城之旅》，臺北：號角出版社，1982年
- 《馬牛羊》，臺北：國語日報社，1982年
- 《小鸚鵡》矢崎芳則圖，臺北：信誼文教基金會，1982年
- 《你幾歲》，臺北：信誼文教基金會，1985年1月
- 《愛的故事》，香港：晶晶幼童教育出版社，1985年4月
- 《快樂少年》，臺北：正中書局，1985年10月
- 《河馬在這裏》陳雄圖，臺北：國語日報社，1988年6月
- 《從水牛到鐵牛》，張哲銘圖：行政院農委會，1992年
- 《林良的詩》陳雄圖，臺北：國語日報社，1993年10月
- 《田家風景》陳麗雅圖，臺北：行政院農委會，1993年
- 《扣釦子》郭國書圖，臺中：臺灣省教育廳，1994年6月
- 《笑》徐雯圖，臺北：光復書局，1994年
- 《水景》鄭明進圖，臺北：行政院農委會，1994年
- 《我會打電話》藍采瑛圖，臺北：光復書店，1994年
- 《茶葉故事》陳鳳觀圖，臺北：行政院農委會，1994年
- 《偷牛的人．猴子邦豆子》曹俊彥圖，臺北：佛光文化圖書公司，1995年
- 《鄉土小吃》劉伯樂圖，臺北：行政院農委會，1996年9月
- 《林良的散文》，臺北：國語日報，1996年9月
- 《林良的看圖說話》林鴻堯、瑋瑋等圖，臺北：國語日報社，1997年
- 《太平洋之王─庫克船長》羅伯英潘圖，臺北：格林文化出版公司，1998年
- 《兒童詩》陳芩圖，臺北：國語日報社，1999年
- 《流浪詩人》連世震圖，臺北：國語日報社，2000年10月
- 《芋頭》林麗琪，臺北：行政院農委會，2000年12月
- 《我是一隻狐狸狗》，臺北：新雨出版社，2002年
- 《彤彤》，臺北：國語日報社，2002年8月
- 《大牛哥快樂過生活》鍾偉明圖，臺北：聯經出版公司，2002年10月
- 《兔小弟遊臺灣》與林瑋合著，仉桂芳圖，臺北：國語日報社，2003年
- 《綠池白鵝》陳美燕圖，臺北：小魯文化公司，2006年1月
- 《會走路的人──千里之行始於足下》，臺北：國語日報社，2006年4月
- 《早安豆漿店─閱讀故...》，臺北：國語日報社，2006年4月
- 《汪汪的家》何雲姿圖，臺北：聯合報民生報事業處，2006年8月
- 《我要一個家》張化瑋圖，臺北：聯合報民生報事業處，2006年8月
- 《牛墟》鄭明進圖，臺北：青林國際公司，2007年11月
- 《林良爺爺寫童年》，臺北：幼獅文化，2008年
- 《林良X曹俊彥：童心圖畫書》，臺北：國語日報社，2008年
- 《林良爺爺談作文-作文預備起》，臺北：快樂學，2008年
- 《小太陽2老三的地方》，臺北：格林文化，2009年
- 《蝸牛強強》，臺北：螢火蟲出版，2010年
- 《林良請您說》，臺北：幼獅文化，2010年
- 《給史努比的信》，臺北：麥田出版，2011年
- 《林良爺爺的30封信》，臺北：國語日報社，2011年
- 《林良談兒童文學：小東西的趣味》，臺北：國語日報社，2012年
- 《林良談兒童文學：更廣大的世界》，臺北：國語日報社，2012年
- 《我喜歡：林良x貝果，孩子的第一本詩歌繪本日記!》，臺北：國語日報，2012年
- 《林良爺爺憶兒時》，臺北：幼獅文化，2013年
- 《永遠的孩子：80篇散文林良爺爺細說-他是這樣長大的!》，臺北：國語日報社，2013年8月
- 《今天真好!：林良X貝果，給孩子滿滿勇氣的詩歌繪本日記》，臺北：國語日報社，2013年
- 《文學家的動物園》，臺北：國語日報社，2017年5月
- 《和林良爺爺散步去：影子和我‧大自然的悄悄話》,臺北：國語日報社,2019年10月
- 《會飛的花》,臺北：小天下, 2020年10月

### 合集
- 《林良作品集：經典珍藏版》，臺北：聯經出版，2010年
- 《與鴿子海鷗約會：林良精選集》，臺北：九歌出版社，2011年

### 翻譯
- 《夏日海灣》羅勃．麥羅斯基著，臺北：國語日報社，1995年2月[16]
- 《烏鴉愛唱歌》曼弗列德著，歐伯狄克圖，林良譯，臺北：格林文化，1998年10月[17]
- 《流光似水》馬奎斯著，卡門凡佐兒繪，林良譯，臺北：格林文化，2003年1月
- 《小紅球流浪去》法里德．卡拉特巴里撰，阿里．馬法克赫里繪，林良譯，臺北：飛寶出版，2006年11月[18]
- 《綠褲子、紫上衣》阿玆拉．喬玆坦尼撰，阿里．馬法克赫里繪，林良譯，臺北：飛寶出版，2006年11月[19]

## 研究
- 《耕耘者的果樹園:林良先生序文選集》，中國海峽兩岸兒童文學研究會編、業強出版、聯合發行中心發行，1993年
- 《林良和子敏》，中國海峽兩岸兒童文學研究會編，業強出版; 聯合發行中心發行，1993年
- 《兒童文學資深作家作品研討會:林良先生作品討論會論文集》，行政院文化建設委員會主辦;中華民國兒童文學學會、臺北市立圖書館、中華民國兒童文學學會，2000年
- 《林良的兒童文學作品研究》，林淑芬，碩士論文--臺北市立師範學院應用語言文學研究所，2000年
- 《林良的兒童文學理念在小學語文教材上的運用》，陳志哲， 碩士論文--國立花蓮師範學院國民教育研究所語文科教學碩士班，2003年
- 《林良散文運用於國小高年級閱讀教學之研究》，李先雯，碩士論文--國立新竹教育大學語文學系教師在職進修語文教學碩士學學位班，2007年
- 《林良童詩之研究》，洪培雯，碩士論文--國立臺南大學國語文學系國語文教學碩士班，2008年
- 《林良散文研究:以家庭書寫為對象》，蕭立馨，碩士論文-國立嘉義大學碩士在職專班，2009年
- 《林良兒童詩歌語言風格研究》，林詩恩，碩士論文--國立臺中教育大學語文教育學系，2011年
- 《林良兒歌看圖說話 樹葉船音韻風格研究》，李雅惠，碩士論文--國立彰化師範大學國文研究所國語文教學碩士班，2012年
- 《林良童詩於國小國語文教學之應用研究》，張明玉，碩士-臺北市立教育大學中國語文學系語文教學碩士學位班，2013年
- 《永遠的小太陽:林良》，林瑋，遠見天下文化出版，2013年
- 《林良的文學理念與散文創作》，陳佩芬，碩士--佛光大學文學系碩士在職專班，2014年

## 獲獎
曾獲
- 中國語文獎章
- 聯合國兒童基金會兒童讀物金書獎
- 中山文藝創作獎
- 中興文藝獎
- 國家文藝特別貢獻獎
- 信誼基金會兒童文學特別貢獻獎
- 楊喚兒童文學獎兒童文學特殊貢獻獎
- 金鼎獎終身成就獎

## 外部連結
- 2008開卷好書獎BV：林良爺爺寫童年
- "狐狸狗的小太陽"部落格「林良爺爺專區」 （页面存档备份，存于）